# Daniel Braw
Johan Daniel Braw, född 27 juni 1981 i Stora Råby församling i Malmöhus län, är en svensk historiker, översättare, journalist och författare.
Efter gymnasiet studerade Daniel Braw utomlands och blev filosofie doktor i historia vid University College London. Han har skrivit för tidskriften Populär Historia och dagstidningen Helsingborgs Dagblad. Han var tillförordnad direktor för Swedish Christian Study Center i Jerusalem innan han 2012 blev ledarskribent/politisk redaktör på Barometern Oskarshamns-Tidningen. Han är sedan 2017 ordförande i Svenska Högerpressens förening.
Daniel Braw är son till prästen och författaren Christian Braw och musikdirektör Karin Braw, ogift Imberg, samt bror till Elisabeth Braw, sonson till Lars Braw och brorson till Monica Braw.

### Översättningar
- Wallis, Jim; Arrebäck Miriam, Braw Daniel (2008). Agenda för en hoppfull värld. Örebro: Libris. Libris 10798449. ISBN 978-91-7195-982-9
- Young, William Paul; Braw Daniel (2009). Ödehuset. Örebro: Libris. Libris 11269823. ISBN 9789173870115
- Jamison, Christopher; Braw Daniel (2009). Lyckan kommer: klostervisdom för ett rikare liv. Örebro: Libris. Libris 11438368. ISBN 9789173870382
- Young, William Paul; Braw Daniel (2010). Ödehuset. Libris pocket, 99-3380194-5 (Pocketutg.). Örebro: Libris. Libris 11689669. ISBN 978-91-7387-059-7
- Fahlgren Sune, red (2010). Ett sanningens ögonblick : tro, hopp och kärlek mitt i det palestinska lidandet : Kairos Palestina 2009. Älvsjö: Studieförbundet Bilda. Libris 11909678. ISBN 9789197639835
- Gullers, K. W.; Braw Daniel (2010). När vi byggde landet: KW Gullers bilder av efterkrigstidens Sverige. Örebro: Gullers. Libris 11814685. ISBN 978-91-85957-11-8
- Brock, Sebastian P.; Braw Daniel, Hidal Sten (2010). Det upplysta ögat: världen sedd genom den helige Efraim syriern. Södertälje: Anastasis. Libris 11824168. ISBN 9789197871907
- Maushart, Susan; Braw Daniel (2011). Nedkopplad: [en familj, ett experiment, ett liv utan teknik]. Stockholm: Volante. Libris 12242453. ISBN 978-91-86815-64-6
- Bell, Rob; Braw Daniel (2011). Kärleken vinner: en bok om himmel och helvete och människans slutgiltiga öde. Örebro: Libris. Libris 12192856. ISBN 978-91-7387-174-7
- Wright, N. T.; Braw Daniel (2013). Jesus helt enkelt: en ny bild av vem han var, vad han gjorde och hur det förändrar allt. Örebro: Libris. Libris 13574798. ISBN 9789173872775
- Wright, Tom; Braw Daniel (2017). Dagen då revolutionen började. Libris 20401858. ISBN 9789173875868
- Wright, Tom; Braw Daniel (2017). Ännu bättre (hoppet om himlen med nya ögon). Libris 20011421. ISBN 9789173875639
- Martin, James; Braw Daniel (2017). Söka och finna Gud i allt. Libris 20401938. ISBN 9789173875899